# Klučov (district de Kolín)
Pour les articles homonymes, voir Klučov.
Klučov (en allemand : Klutschow) est une commune du district de Kolín, dans la région de Bohême-Centrale, en République tchèque. Sa population s'élevait à 1 051 habitants en 2020.

## Géographie
Klučov se trouve à 5 km au nord-est de Český Brod, à 23 km à l'ouest-nord-ouest de Kolín et à 34 km à l'est de Prague.
La commune est limitée par Chrást, Poříčany et Hořany au nord, par Tatce à l'est, par Chotutice et Chrášťany au sud, par Český Brod à l'ouest et par Kounice au nord-ouest.

## Histoire
La première mention écrite de la localité date de 1250.

## Administration
La commune se compose de trois quartiers :
- Klučov
- Lstiboř
- Skramníky
- Žhery